# Кованько, Алексей Иванович
Алексей Иванович Кованько (1808—1870) — русский минеролог, химик и инженер, инженер-генерал-майор.  Автор многочисленных статей о Китае и первого перевода на русский язык части романа «Сон в красном тереме» (под псевдонимом Дэ-мин).

## Биография
Его отец Иван Афанасьевич Кованько, получивший образование в Горном кадетском корпусе, известен главным образом стихотворчеством. Алексей был четвёртым ребёнком в семье; родился 14 (26) октября 1808 года. 
Наряду с братьями Афанасием, Александром и Матвеем (другие сыновья Ивана Афанасьевича избрали карьеру военных), он поступил в Горный кадетский корпус, который окончил первым в выпуске 1828 года, с большими золотой и серебряной медалями. По завершении учёбы, в чине гиттенфервалтера он был определён чиновником при главном управлении Гороблагодатских заводов.
Принимал участие в 11-й Русской духовной миссии в Пекин; с 1830 по 1837 годы он «собирал успешно сведения об Естественной Истории и о геологии степей Монголии и самого Китая», изучал китайский язык. Был награждён орденом Святого Станислава 4-й степени.
По возвращении в Санкт-Петербург, в звании майора он стал преподавать химию в Практическом технологическом институте (1838—1841); при нём «практические занятия в лаборатории учеников института получили более научное направление».
Оставив педагогическую практику, перешёл на службу в Петербургский монетный двор: управлял платиновым заведением (1841), лабораторией разделения золота от серебра (1845); был начальником химических производств (1847).
В середине 1840-х годов он женился на дочери полковника Басова, Пелагее Михайловне, за которой числилось родовое имение в Петербургском уезде в 90 душ и 905 десятин земли. У них родились дочь Надежда (1845—1846) и трое сыновей: Алексей (1847—1912), Михаил (1851—1860) и Александр (1854—1868). 
В 1858 году А. И. Кованько был произведён в генерал-майоры и стал управляющим экспедицией заготовления государственных бумаг. В этом же году заинтересовался серным колчеданом на Мсте и в 1860 году в компании с Аничковым и Протопоповым выстроил на берегу Мсты в имении Устье, на арендованной земле, завод для приготовления серной кислоты и квасцов. В 1888 году его сын, Алексей Алексеевич, выкупил имение Устье.
С 1861 года член Горного совета. Умер 14 (26) февраля 1870 года. Похоронен в Троицкой церкви на Смоленском православном кладбище.